# Saint-Jean-le-Comtal
Saint-Jean-le-Comtal település Franciaországban, Gers megyében. Lakosainak száma 386 fő (2022. január 1.). Saint-Jean-le-Comtal Barran, Durban, L’Isle-de-Noé, Labéjan, Lamazère, Lasséran, Lasseube-Propre és Miramont-d’Astarac községekkel határos.

## Népesség
A település népessége az elmúlt években az alábbi módon változott:
| Lakosok száma | 331  | 333  | 318  | 375  | 396  | 404  | 411  | 411  | 403  | 386  |
|               | 1968 | 1982 | 1990 | 2006 | 2013 | 2015 | 2017 | 2019 | 2020 | 2022 |